# QGIS
QGIS (anteriormente llamado también Quantum GIS) es un Sistema de Información Geográfica (SIG) de software libre para plataformas GNU/Linux, Unix, Mac OS, Microsoft Windows y Android. Fue uno de los primeros ocho proyectos de la Fundación OSGeo y en 2008 oficialmente superó la fase de incubación. Permite manejar formatos raster y vectoriales a través de la biblioteca GDAL (GADL/OGR), así como bases de datos. Algunas de sus características son:
- Soporte para la extensión espacial de PostgreSQL, PostGIS.
- Manejo de archivos vectoriales Shapefile, ArcInfo coverages, MapInfo, GRASS GIS, DXF, etc.
- Soporte para un importante número de tipos de archivos ráster (GRASS GIS, GeoTIFF, TIFF, JPG, etc.)

Una de sus mayores ventajas es la posibilidad de usar Quantum GIS como GUI (Interfaz gráfica de usuario) del SIG GRASS, utilizando toda la potencia de análisis de este último en un entorno de trabajo más amigable. QGIS está desarrollado en C++, usando la biblioteca Qt para su Interfaz gráfica de usuario.

## Sistemas operativos
Una de las grandes fortalezas de QGIS es que trabaja en cualquiera de los sistemas operativos: 
- GNU/Linux
- BSD
- Unix
- macOS
- Windows
- Android (en fase experimental)

funcionando de manera similar en todos ellos.

## Licencia
QGIS es un software libre y opera bajo la licencia GNU GPL. El software QGIS puede ser modificado libremente de tal manera que pueda realizar diferentes y más especializadas funcionalidades. Ya existen dos nuevos productos denominados: QGIS Browser y QGIS Server. Estos productos poseen diferentes interfaces del usuario (front-end).

## Desarrollo de complementos
QGIS tiene una infraestructura de complemento. El usuario puede adicionar muchas funcionalidades nuevas escribiendo sus propios complementos. Estos complementos pueden ser escritos en C++ o en Python.
QGIS 3.0 utiliza la versión 3.X de Python, y ofrece a los desarrolladores una serie de vínculos a ejemplos y guías para el "Plugin Builder" como herramienta de desarrollo en Python, así es posible automatizar tareas en QGIS.

## Bases de datos geoespaciales
Una de las grandes versatilidades de QGIS es su facilidad de interconexión con muchas bases de datos geoespaciales tanto autocontenidas como en arquitectura cliente-servidor: GeoPackage, SpatiaLite, PostgreSQL/PostGIS y Oracle Database entre otras.

## Historia de lanzamientos
| Versión     | Nombre     | Fecha de lanzamiento     | Cambio significativo |
| ----------- | ---------- | ------------------------ | --- |
| 0.0.1-alpha |            | julio de 2002            | Importa y visualiza datos de PostGIS |
| 0.0.3-alpha |            | 10 de agosto de 2002     | Se adiciona soporte para shapefiles y otros formatos vectoriales. |
| 0.0.4-alpha |            | 15 de agosto de 2002     | Mejora la manipulación de capas, colorear las capas y desplegar las propiedades de la capa en un cuadro de diálogo.                                                                          |
| 0.0.5-alpha |            | 5 de octubre de 2002     | Bug reparados y mejora la estabilidad, habilita definir ancho de línea y mejora las funciones de acercamiento y alejamiento.                                                                 |
| 0.0.6       |            | 24 de noviembre de 2002  | Mejora la conexión a PostGIS, adiciona la función de identificar capa y habilita la visualización y ordenar los atributos de las tablas.                                                     |
| 0.0.7       |            | 30 de noviembre de 2002  | |
| 0.0.8       |            | 11 de diciembre de 2002  | |
| 0.0.9       |            | 25 de enero de 2003      | |
| 0.0.10      |            | 13 de mayo de 2003       | |
| 0.0.11      |            | 10 de junio de 2003      | |
| 0.0.12      |            | 10 de junio de 2003      | |
| 0.0.13      |            | 8 de diciembre de 2003   | |
| 0.1pre1     |            | 14 de febrero de 2004    | Se añade el soporte para datos raster; el despliegue de los datos vectoriales puede ser simple, continuo y sombra degradada; capaz de crear corredores, implementada como un plugin PostGIS. |
| 0.1         | Moroz      | 25 de febrero de 2004    | |
| 0.2         | Pumpkin    | 26 de abril de 2004      | |
| 0.3         | Madison    | 28 de mayo de 2004       | |
| 0.4         | Baby       | 4 de julio de 2004       | |
| 0.5         | Bandit     | 5 de octubre de 2004     | |
| 0.6         | Simon      | 19 de diciembre de 2004  | |
| 0.7         | Seamus     |                          | |
| 0.7.3       |            | 11 de octubre de 2005    | |
| 0.8         |            | 7 de enero de 2007       | «Copia archivada». Archivado desde el original el 20 de diciembre de 2012. Consultado el 20 de diciembre de 2012.                                                                            |
| 0.8.1       | Titan      | 15 de junio de 2007      | |
| 0.9.0       |            | 26 de octubre de 2007    | |
| 0.9.1       | Ganymede   | 6 de enero de 2008       | |
| 0.10        | Io         | 3 de mayo de 2008        | |
| 0.11.0      | Metis      | 21 de julio de 2008      | (enlace roto disponible en Internet Archive; véase el historial, la primera versión y la última).                                                                                            |
| 1.0.0       | Kore       | 5 de enero de 2009       | |
| 1.1.0       | Pan        | 12 de mayo de 2009       | «Copia archivada». Archivado desde el original el 6 de septiembre de 2009. Consultado el 3 de septiembre de 2009.                                                                            |
| 1.2.0       | Daphnis    | 1 de septiembre de 2009  | «Copia archivada». Archivado desde el original el 3 de septiembre de 2009. Consultado el 3 de septiembre de 2009.                                                                            |
| 1.3.0       | Mimas      | 20 de septiembre de 2009 | |
| 1.4.0       | Enceladus  | 10 de enero de 2010      | |
| 1.5.0       | Tethys     | 29 de julio de 2010      | |
| 1.6.0       | Copiapó    | 27 de noviembre de 2010  | |
| 1.7.0       | Breslavia  | 19 de junio de 2011      | |
| 1.8.0       | Lisboa     | 21 de junio de 2012      | |
| 2.0.0-2.0.1 | Dufour     | 8 de septiembre de 2013  | Nueva vector API, integración del geoprocesador SEXTANTE, simbología y etiquetado revisado.                                                                                                  |
| 2.2         | Valmiera   | 22 de febrero de 2014    | |
| 2.4         | Breslavia  | 27 de junio de 2014      | |
| 2.6         | Brighton   | 1 de noviembre de 2014   | |
| 2.8.0-2.8.3 | Viena      | 20 de febrero de 2015    | Archivado el 15 de marzo de 2015 en Wayback Machine. |
| 2.10        | Pisa       | 26 de junio de 2015      | |
| 2.12        | Lyon       | 23 de octubre de 2015    | |
| 2.14        | Essen      | 29 de febrero de 2016    | |
| 2.16        | Nødebo     | 8 de julio de 2016       | |
| 2.18        | Las Palmas | 21 de octubre de 2016    | Lanzamiento final en la serie 2.x. Basado en Qt4, Python 2.7. El último lanzamiento menor fue 2.18.17 el 23 de febrero de 2018                                                               |
| 3.0         | Girona     | 23 de febrero de 2018    | Basado en Qt5, PyQt5 y Python 3. |
| 3.2         | Bonn       | 22 de junio de 2018      | |
| 3.4 LTR     | Madeira    | 26 de octubre de 2018    | Registro de cambios 3.4 |
| 3.6         | Noosa      | 22 de febrero de 2019    | Registro de cambios 3.6 |
| 3.8         | Zanzíbar   | 21 de junio de 2019      | Registro de cambios 3.8 |
| 3.10        | A Coruña   | 2 de noviembre de 2019   | Registro de cambios 3.10 |
| 3.12        | București  | 6 de febrero de 2020     | Registro de cambios 3.12 |
| 3.14        | Pi         | 25 de junio de 2020      | Registro de cambios 3.14 |
| 3.16        | Hannover   | 27 de octubre de 2020    | Registro de cambios 3.16 |
| 3.18        | Zürich     | 23 de febrero de 2021    | Registro de cambios 3.18 |
| 3.20        | Odense     | 22 de junio de 2021      | Registro de cambios 3.20 |
| 3.22        | Białowieża | 30 de junio de 2021      | Registro de cambios 3.22 |